# Chiesa della Porta della Trinità
La chiesa della Porta della Trinità (in ucraino Троїцька надбрамна церква?, Troïc'ska nadbramna cerkva) è una chiesa ortodossa situata nella città di Kiev, nell'Ucraina occidentale, facente parte dell'antico complesso religioso del Monastero delle Grotte di Kiev.
Originariamente costruita durante il periodo Rus' di Kiev, la Chiesa della Porta della Trinità fu inizialmente costruita negli anni 1106-1108, come parte della fortificazione del monastero. Nel corso della sua storia la chiesa venne ricostruita più volte.
Nel 1990 la chiesa è stata inserita nella lista dei patrimonio UNESCO, insieme al complesso della Cattedrale di Santa Sofia e ai relativi edifici monastici del monastero delle Grotte di Kiev.

## Storia
La chiesa della Porta della Trinità fu costruita nel 1106-1108, come parte della fortificazione di Pečerska Lavra, in cima all'ingresso principale del monastero. La chiesa fu fondata dal nipote del principe di Černihiv, Svjatoslav Davydovyč, che rinunciò al suo status principesco e divenne monaco di Pečers'k il 17 novembre 1106 sotto il nome di Nikolaj Svjatoša. Nikolaj trascorse 36 anni come monaco e fondò l'Ospedale del Monastero della Trinità all'interno della Lavra.
Dopo la distruzione della Cattedrale della Dormizione durante l'invasione mongola del 1240, divenne la chiesa principale del monastero. Nel 1462 qui fu scritta l'edizione più completa del Paterikcon di Pečers'k. Nel 1631 Pietro Mogila fondò una scuola presso l'ospedale del monastero. La scuola è stata successivamente fusa con la Scuola della Confraternita Chiovita. Dal 1701, le scuole combinate divennero un'Accademia chiovita.
La chiesa è stata studiata da P. Laškarev, I. Morgilevskij, J. Aseev, F. Umancev e S. Kilesso. Nel 1957-1958, i loro sforzi di restauro includevano la sostituzione delle decorazioni perdute, la doratura della cupola e il ritocco di dipinti a olio esterni.

## Architettura

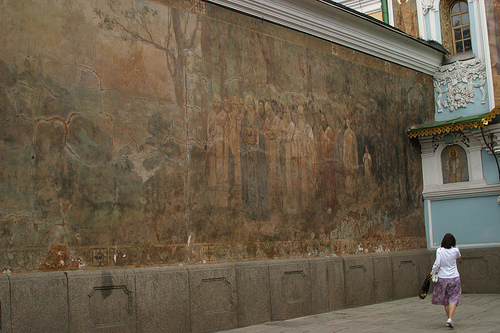
I dipinti ad olio sulle pareti esterne che conducono alla Porta Santa sotto la chiesa.

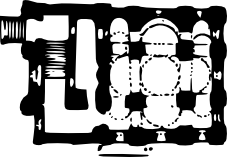
Pianta della chiesa della Porta della Trinità.

La chiesa si trova in cima alle Porte Sante (in ucraino Святі ворота?, Svjati vorota, in russo Святые ворота?, Svjatye vorota), l'ingresso principale del monastero. Vicino all'ingresso ci sono stanze per le guardie del cancello. La chiesa è incastrata tra le mura del monastero, contribuendo a proteggere le porte. Le pareti del monastero, ricoperte di affreschi, furono rinnovate nel 1900-1901 da D. Sonin e altri.
La chiesa della Porta della Trinità è divisa in tre navate, ciascuna contenente un'abside sferica sul lato occidentale. Una scala esterna in pietra conduce alla chiesa. Diverse aperture strette delle finestre e l'effetto complessivo visivamente edificante creano un accresciuto senso di potere spirituale.
La chiesa è una tipica costruzione della Rus' di Kiev costruita su un'antica chiesa in pietra. I motivi architettonici della Rus' di Kiev sono ancora visibili sulla facciata meridionale. La chiesa ha mantenuto il suo esterno in stile barocco ucraino dopo il restauro nel XVII-XVIII secolo ad opera del maestro V. Stefanovyč. Durante il restauro è stata eretta una nuova cupola e sono stati aggiunti dei dipinti interni.
Nel 1725 fu installato un grande lampadario a sedici candele. Negli anni 1730-1740 artisti della bottega iconografica del monastero decorarono l'interno della chiesa. Gli affreschi della chiesa erano basati su scene bibliche e l'arredamento esterno era basato sul folklore ucraino. Le composizioni del diciottesimo secolo dipinte da F. Pavlovs'kyj, I. Maksimovyč e A. Halik (con l'aiuto di M. Jakubovyč e I. Kadel's'kyj) si sono conservate fino ad oggi: tra queste sono presenti "I volti del santo martire", "I mercanti cacciati dal tempio" e "Il Concilio di Nicea". I nomi dei pittori rimasero sconosciuti per molti anni e solo di recente sono stati rivelati dopo ricerche d'archivio.
Gli affreschi interni sono una collezione unica di architettura tradizionale ucraina del XVIII secolo. Gli argomenti biblici allegorici e storici sono dati in modo non canonico; alcuni includono ornamenti nazionali ucraini. Lungo la parete occidentale sono installate sedie in legno intagliato, dipinte secondo la tradizione popolare ucraina.